# Dermophis parviceps
Dermophis parviceps es una especie de anfibio gimnofión de la familia Caeciliidae.
Habita en las vertientes atlánticas de Costa Rica y de la mitad occidental de Panamá y en el norte de Colombia.
 Se halla a una altitud de 40 a 1.200 m s. n. m. Sus hábitats naturales incluyen bosques secos tropicales o subtropicales y montanos secos.
La pérdida de su hábitat natural constituye una amenaza para las poblaciones de esta especie.